# Alaimus leptus
Alaimus leptus is een rondwormensoort uit de familie van de Alaimidae.